# Cryogénien
Stratigraphie
Tonien Édiacarien
Subdivisions
- Sturtien
- Marinoen

Paléogéographie et climat
Faune et flore
Le Cryogénien ou glaciation Varanger est la deuxième période du Néoprotérozoïque. Elle s'étend de 720 à 635 Ma. Elle suit le Tonien et précède l'Édiacarien. 
La Terre a en fait subi deux épisodes de glaciation séparés par une période interglaciaire de quelque 10 millions d'années, la glaciation sturtienne, d'environ 720 à 660 millions d'années, et la glaciation marinoenne, d'environ 650 à 635 millions d’années,,.
La quasi-totalité de la surface de la Terre aurait été recouverte de glace pendant cette glaciation. Cette théorie développée par le géologue Paul F. Hoffman est connue sous le nom de Terre boule de neige (phénomène qu'il serait plus juste d'appeler Terre boule de glace).

## Étymologie
Son nom est composé des termes κρύος, cryos (« froid ») et γένεσις (« génèse »). 

## Paléobiologie
Les premières traces de vie multicellulaires découvertes datent d'environ −2,1 Ga (fossiles du bassin sédimentaire de Franceville), mais il a fallu un certain temps pour voir apparaitre les premiers animaux, plus complexes. 
Des travaux récents laissent penser que cette époque, en dépit de conditions de vie apparemment difficiles, a coïncidé avec une hausse des populations d'algues dans les océans cryogéniques et avec l'émergence de premières formes de vies animales (encore très primitives, avec les premières éponges notamment). Elles seront localement si abondantes et durant une période si longue que leurs spicules est le principal constituant de certaines roches (Spiculites,,, gaizes et spongolites). 

C'est donc une période de transition entre un monde vivant bactérien, puis algo-bactérien en partie photosynthétique, vers un monde aussi colonisé par des eucaryotes. La période de 800 à 717 Ma est en effet caractérisée par la croissance de la diversité des microfossiles eucaryotes. 
Ceci correspond à l'un des premiers grands bouleversements écologiques, l'un des plus profonds que la vie sur Terre ait connus, avec une totale réorganisation de la distribution du cycle du carbone et des nutriments (phosphore notamment,) dans la colonne d'eau et l'augmentation du flux d'énergie vers des niveaux trophiques plus nombreux et complexes.
Les progrès de la biogéochimie ont permis l'étude rétrospective de certains biomarqueurs eucaryotes tels que le colestane, l'ergostane, le stigmastane, le dinostane, l'isopropylcholestane, le n-propylcholestane  et le cryostane. Cela a permis de confirmer l'importance de cette période géologique pour la radiation évolutive et d'apporter des précisions sur la géographie évolutive des premiers eurcaryotes ainsi que sur l'enrichissement taxonomique de ce groupe lors de la grande glaciation de la Terre et jusqu'à l'Édiacarien (635-541 Ma). 

Le 26-méthylsterol pourrait avoir protégé des éponges, mais aussi d'autres eucaryotes, contre leurs propres toxines membranyliques. Divers protistes sécrètent des toxines lytiques (c'est-à-dire capable de dissoudre « lyser » des parois cellulaires), ce qui leur permet à la fois d'échapper à la prédation et de parasiter ou tuer des proies eucaryotes. 

Comme les membranes cellulaires construites avec des stérols peuvent être la cible de telles attaques, l'abondance du cryostane dans les couches du Cryogénien situées dans le socle du Grand Canyon (groupe stratigraphique Chuar) plaide pour l'hypothèse d'une eucaryophagie qui se serait généralisée à cette époque.
Le bilan fossile moléculaire des stéroïdes eucaryotes incite à penser que la biomasse bactérienne était initialement encore la seule source primaires trophique importante dans les océans cryogéniens. Ces stéroïdes se sont ensuite diversifiés et sont devenus très abondants, ce qui est le signe de l'accroissement rapide de la biomasse d'algues planctoniques marines (Archaeplastida), dans un intervalle de temps géologiquement très court, entre les glaciations Sturtian et Marinoan « La Terre boule de neige », il y a 659-645 Ma. Il apporte aussi des indices sur la vie et l'apparence des éponges qui semblent compter parmi les premiers organismes animaux coloniaux importants.
Certains géobiologistes pensent que c'est le moment du développement des cyanobactéries. 
L'explosion du plancton algual et cyanobactérien a donné naissance à de nouvelles chaines alimentaires, et surtout à des transferts d'éléments nutritifs et énergétiques plus efficaces et complexes, permettant l'élaboration d'écosystèmes de plus en plus complexes et stables comme le montre l'apparition conjointe de biomarqueurs pour les éponges (qui semblent avoir dû s'adapter à des protistes toxiques) et les rhizariens prédateurs, et le rayonnement subséquent des eumétazoaires dans la période de l'Édiacarien.
Les temps géologiques précis de cette transition restent encore à affiner, de même que les liens possibles avec d'une part la hausse du taux d'oxygène atmosphérique, (et donc l'apparition d'une couche d'ozone protectrice), et d'autre part avec le début de l'évolution animale.

## Paléogéographie
À l'époque du Cryogénien, le supercontinent de Rodinia commence à se fragmenter, un rift séparant le continent en deux grandes masses. C'est cette fragmentation qui serait à l'origine de la glaciation.
En effet, le cœur d'un supercontinent est généralement loin de l'influence océanique et donc désertique. Sa fragmentation rend de nouvelles surfaces accessibles à l'érosion et au transport : l'érosion des silicates exposés entraîne la capture de CO2 pour former des bicarbonates solubles, et leur arrivée dans l'océan les fait précipiter sous forme de carbonates, fixant ainsi le carbone. La fragmentation d'un supercontinent est donc toujours suivie d'une chute dans l'effet de serre du gaz carbonique, entraînant un refroidissement global.
Dans le même temps, les énormes écoulements de laves produits par la fracture de Rodinia formaient des surfaces basaltiques à la surface des continents. Or ces surfaces, altérées sous l'effet de l'humidité, consomment huit fois plus de carbone qu'une même surface granitique. Par ailleurs, le Soleil était plus jeune et rayonnait 6 % de chaleur en moins.
Tous ces facteurs ont pu entraîner une période glaciaire particulièrement intense ayant recouvert la surface terrestre de glaciers jusqu'à 30° de latitude. Une fois ce seuil atteint, l'albédo global serait alors devenu tel qu'il aurait produit une boucle auto-amplificatrice qui aurait recouvert de glace la totalité de la planète. Certains scientifiques estiment que cette glaciation très sévère a concerné la planète entière ; d'autres estiment que la bande équatoriale a été épargnée par la glace.
A la fin de l'épisode glaciaire, malgré la glace qui descendait jusqu'à l'Équateur, l'activité volcanique a continué à émettre du CO2 et du méthane (CH4) dans l'atmosphère. Lorsque la concentration de dioxyde de carbone a atteint 350 fois celle d'aujourd'hui, il se serait produit un effet de serre suffisant pour amorcer la débâcle.